# 朝比パメラ
朝比 パメラ（あさひ パメラ、1991年10月20日 - ）は、日本のモデル。かつては眞木美咲パメラ（まき みさきパメラ、Pamela Misaki Maki）という芸名でエイジアプロモーションに所属していた。現在はBRUTUSに所属している。

## 略歴・人物
ニューヨーク生まれで、三重県鳥羽市育ち。父はカナダ人で、母は日本人のハーフ。国籍は日本を選択。
14歳の時に原宿でスカウトされモデルを始める。
中村中学校・高等学校、日本美容専門学校を卒業しており、美容師の免許をもっている。
2016年5月から日本テレビ系列情報バラエティ番組『PON!』の水曜日担当のお天気お姉さんになる。
日本美容専門学校時代は、TONY&GUY全国大会に出場。専門学校卒業後はアメリカ・シアトルのワシントン大学に１年間在籍し3DCG、typographyの勉強をするしながら、絵・模写の勉強もする。
プライベートでは渡辺未優や柳いろはと仲が良い。

## おもな出演

### テレビ番組
- キスマイ超BUSAIKU!?（フジテレビ）-（2020年4月16日）
- じっくり聞いタロウ〜スター近況（秘）報告〜（テレビ東京）-（2020年3月12日）
- アイ・アム・冒険少年（TBSテレビ）- 脱出島〜無人島から脱出せよ!〜
- メッセンジャーの○○は大丈夫なのか？（MBS毎日放送）
- ネプ&イモトの世界番付（日本テレビ）- G20 カナダの「パメラ」[8]
- 解決!ナイナイアンサー（日本テレビ）
- 今夜くらべてみました（日本テレビ）
- TOKYO EXTRA NHK WORLD（NHK）-リポーター-
- PON!（日本テレビ） - 水曜日お天気お姉さん[9] （2016年5月11日 - 9月28日）
- クロ女子白書（FBS）

ドラマ
- ５時から９時まで〜私が愛した〜（フジテレビ）
- 人は見た目が100パーセント（フジテレビ）
- ディア・シスター（フジテレビ）

### 雑誌
- GLITTER -専属モデル(廃刊)
- ViVi（講談社）
- Sweet（宝島社）
- Soup.（スープ）
- chokichokigirls（内外出版社）
- InRed（宝島社）

### 書籍
- 月刊＋（プラス）（小学館）-2020年5月18日
- 甘い蜜のように[10]（文藝春秋）-2020年4月10日（DMM先行配信）、2020年4月24日

### WEB
- 美女ランチ（AbemaTV) -（2016年11月7日 - 2016年11月11日）
- さぁ、恋をきがえましょう（2017年9月2日 - 10月7日、AbemaTV）[11]

### 舞台
- 劇団チキンハート「いつくしみふかき」（阿佐ヶ谷アルシェ・2015年8月4日 - 10日） - 幸子役[12]
- share house「share house」（2015年6月-）

### 映画
- てっぺんの剣（2024年11月15日〈9月27日大分先行公開〉、シンカ）[13]